# Domov se zvláštním režimem
Domov se zvláštním režimem (DZR) je pobytová sociální služba, která je poskytována osobám, které mají sníženou soběstačnost z důvodu chronického duševního onemocnění nebo závislosti na návykových látkách a osobám se stařeckou, Alzheimerovou demencí a ostatními typy demencí, které mají sníženou soběstačnost z důvodu těchto onemocnění, jejichž situace vyžaduje pravidelnou pomoc a péči jiného člověka. Režim v těchto zařízeních je přizpůsoben specifickým potřebám těchto osob.
Služba Domov se zvláštním režimem je jednou z pobytových sociálních služeb s celoročním provozem a je obdobná službám domov pro osoby se zdravotním postižením a domov pro seniory, navíc však vytváří specifické podmínky zohledňující potřeby osob vlastní cílové skupiny. Všechna tato pobytová zařízení jsou určena pro osoby, které již nejsou schopny dalšího setrvání ve svém původním sociálním prostředí.
Některá zařízení mají svou lůžkovou kapacitu rozdělenou na dva typy zařízení: domov pro seniory a DZR. Většina zařízení poskytující sociální službu DZR (v Praze prakticky všechna) je specializovaná pouze na cílovou skupinu seniorů, jen výjimečně přijímají společně také mladší osoby s chronickým duševním onemocněním nebo závislostí na návykových látkách.

## Legislativní rámec
Domov se zvláštním režimem spadá do oblasti poskytování sociálních služeb, které se řídí především zákonem č. 108/2006 Sb., o sociálních službách a vyhláškou Ministerstva práce a sociálních věcí č. 505/2006 Sb., kterou se provádějí některá ustanovení zákona o sociálních službách. Dalším dokumentem, který zahrnuje ochranu práv všech skupin osob a občanů ČR včetně seniorů, je Listina základních práv a svobod. Tato ochrana práv je umocněna dodržováním standardů kvality sociálních služeb při poskytování jakékoliv sociální služby.
Poskytovatelem služby mohou být obce a kraje, nestátní neziskové organizace a MPSV na základě oprávnění k poskytování sociálních služeb. Oprávnění poskytovatel získá rozhodnutím o registraci, která je povinná pro všechny subjekty, které provádějí činnosti odpovídající zákonu č. 108/2006 Sb. Žádosti o registraci vyřizuje spádový krajský úřad. Na registraci existuje právní nárok. Pokud žadatel splňuje stanovené podmínky, je příslušný správní orgán povinen registraci, resp. oprávnění udělit.

## Financování
Hlavní zdroje financování pobytových sociálních služeb jsou: platby uživatelů sociálních služeb, státní příspěvky na péči, státní dotace a příjmy z veřejného zdravotního pojištění.
Vedlejší zdroje jsou: vedlejší hospodářská činnost, příspěvek zřizovatele na činnosti, dary, granty a příspěvky na sekundární a terciární aktivity poskytovatele – ostatní zdroje.
Maximální výše úhrad uživatelů služby je stanovena vyhláškou MPSV č. 505/2006 Sb.

## Cílová skupina a její specifika
Cílovou skupinou jsou osoby, které mají sníženou soběstačnost z důvodu chronického duševního onemocnění nebo závislosti na návykových látkách a osoby se stařeckou, Alzheimerovou demencí a ostatními typy demencí, které mají sníženou soběstačnost z důvodu těchto onemocnění, jejichž situace vyžaduje pravidelnou pomoc jiné fyzické osoby.

### Problematika demence
Demence je skupina duševních poruch, jejichž nejzákladnější charakteristický rys je získaný podstatný úbytek kognitivních funkcí, především paměti a intelektu, jako důsledek určitého onemocnění mozku. Demence je syndrom, který zahrnuje různé symptomy, a to nejen z oblasti kognitivních funkcí. Výsledkem je pak celková degradace duševních činností postiženého, ubývající schopnosti běžných denních aktivit, nakonec ztráta schopnosti samostatné existence. Demence se řadí mezi tzv. organická mozková onemocnění. Jedná se o onemocnění, která různým způsobem poškozují mozkovou tkáň. Demence je vždy důsledkem chorobného procesu, není normální součástí stárnutí.
K osobám s demencí je třeba přistupovat trpělivě, trvale reflektovat jejich stav, snažit se pátrat po tom, co potřebují a co si přejí, být pozorný, trpělivý, empatický, komunikovat neverbálně, pokud je to pacientovi příjemné, tak i taktilně (hmatem). Nespěchat, respektovat jedinečnou, důstojnou lidskou bytost, nebát se ale společně také zasmát.

### Změny v chování člověka s demencí
Změny v chování člověka nemocného demencí jsou často reakcí na měnící se situaci. Může si uvědomovat, že přestává být schopen některé situace zvládat, některým situacím nerozumí apod. Je vhodné zamyslet se nad tím, co je na chování nemocného znepokojující a jestli je podstatnou měrou odlišné od jeho dřívějšího chování. Dále je vhodné, zamýšlet se nad tím, kdy se problematické chování objevuje, koho se dotýká, které okolnosti k němu vedou, čím lidé v okolí nemocného tomuto chování přispívají a jak je mu možno předcházet. Mezi nejčastější změny v chování osob s demencí patří bloudění a přecházení, volání a křik, agitovanost, bludy a halucinace, agresivita. Jako problémové chování se označuje takové chování, jehož míra, rozsah a intenzita neodpovídají dané situaci a jedinec při něm ohrožuje sebe a své okolí (např. agrese a násilí, ničení majetku, sebepoškozování, sebevražedné jednání, krádeže, zastrašování, vykonávání tělesných potřeb na veřejnosti atd.)
Používání omezovacích prostředků (restriktivních opatření) v sociálních službách přesně vymezuje § 89 zákona o sociálních službách. Podle něj při poskytování sociálních služeb nelze používat opatření omezující pohyb osob, jimž jsou sociální služby poskytovány, s výjimkou případů přímého ohrožení jejich zdraví a života nebo zdraví a života jiných fyzických osob, a to za dále stanovených podmínek pouze po dobu nezbytně nutnou, která postačuje k odstranění přímého ohrožení jejich zdraví a života a života jiných fyzických osob.

## Poskytování služby

### Přijetí do služby
Podmínky přijetí (dle § 50 zákona o sociálních službách): žadatel je osoba se sníženou soběstačností z důvodu chronického duševního onemocnění nebo závislosti na návykových látkách a jeho situace vyžaduje pravidelnou pomoc jiné fyzické osoby - žadatel je osoba se stařeckou nebo Alzheimerovou demencí nebo ostatními typy demencí, se sníženou soběstačností z důvodu těchto onemocnění a jeho situace vyžaduje pomoc jiné fyzické osoby.
Žadatel podává vyplněnou žádost o přijetí do zařízení na příslušný spádový sociální odbor (pro umístění ve státním zařízení) nebo přímo v nestátním pobytovém zařízení a přikládá požadované další doklady nebo jejich kopie. Po projednání podané žádosti je žadatel vyrozuměn, zda splňuje zákonné podmínky pro přijetí.
V případě potřeby mohou být přijaty i manželské páry, které mají pak většinou možnost sdílet společný pokoj. Ojediněle jsou služby poskytovány i jiným rodinným příslušníkům.
Důvody k odmítnutí uzavření smlouvy o poskytování sociálních služeb ze strany zařízení:
- zařízení neposkytuje sociální službu, o kterou žadatel žádá,
- zařízení nemá dostatečnou kapacitu,
- zdravotní stav žadatele vylučuje poskytování požadované sociální služby (což je v případě DZR pouze takový zdravotní stav, kdy osoba vyžaduje zdravotní péči v ústavním zdravotnickém zařízení nebo je bacilonosičem).[2]

### Smlouva o poskytování sociálních služeb
Služba je poskytována na základě uzavření písemné smlouvy o poskytování sociálních služeb. Smluvní podmínky jsou nejprve ústně projednány, poté je uzavřena písemná smlouva, která by měla být v co největší míře individualizovaná.

### Poskytované služby
Základní činnosti při poskytování sociálních služeb v domovech se zvláštním režimem se zajišťují v rozsahu těchto úkonů:
- poskytnutí ubytování: ubytování, úklid, praní a drobné opravy ložního a osobního prádla a ošacení, žehlení,
- poskytnutí stravy: zajištění celodenní stravy odpovídající věku, zásadám racionální výživy a potřebám dietního, stravování, minimálně v rozsahu 3 hlavních jídel,
- pomoc při osobní hygieně nebo poskytnutí podmínek pro osobní hygienu: pomoc při úkonech osobní hygieny, pomoc při základní péči o vlasy a nehty, pomoc při použití WC,
- pomoc při zvládání běžných úkonů péče o vlastní osobu: pomoc při oblékání a svlékání včetně speciálních pomůcek, pomoc při přesunu na lůžko nebo vozík, pomoc při vstávání z lůžka, uléhání, změna poloh, pomoc při podávání jídla a pití, pomoc při prostorové orientaci, samostatném pohybu ve vnitřním i vnějším prostoru,
- zprostředkování kontaktu se společenským prostředím: podpora a pomoc při využívání běžně dostupných služeb a informačních zdrojů, pomoc při obnovení nebo upevnění kontaktu s rodinou a pomoc a podpora při dalších aktivitách podporujících sociální začleňování osob,
- socioterapeutické činnosti, jejichž poskytování vede k rozvoji nebo udržení osobních a sociálních schopností a dovedností podporujících sociální začleňování osob,
- aktivizační činnosti: pomoc při obnovení nebo upevnění kontaktu s přirozeným sociálním prostředím, nácvik a upevňování motorických, psychických a sociálních schopností a dovedností,
- pomoc při uplatňování práv, oprávněných zájmů a při obstarávání osobních záležitostí: pomoc při komunikaci vedoucí k uplatňování práv a oprávněných zájmů.[5]

#### Platby uživatelů
Maximální výše úhrady za poskytování sociálních služeb (základních činností) v domovech se zvláštním režimem činí:
- 210 Kč denně celkem za ubytování, úklid atp.,
- 170 Kč denně za celodenní stravu a
- 75 Kč za oběd včetně provozních nákladů souvisejících s přípravou stravy.[5]

### Další činnosti
Činnosti sociálního pracovníka, rehabilitační ošetřování klientů, ergoterapie, duchovní péče, ošetřovatelská péče, zdravotní péče a fakultativní činnosti (např. doprava osob, kadeřník, pedikúra, masáže…).

### Podmínky k poskytování služby

#### Provozní řád
Každé pobytové zařízení musí mít vypracován provozní řád, který musí všichni zúčastnění (tedy jak pracovníci tak uživatelé a jejich návštěvy) dodržovat. V případě zařízení, které spojuje domov pro seniory a DZR musejí být provozní řády dva. Provozní řád DZR musí navíc obsahovat popis zajištění bezpečnosti a dozoru, odlišnosti v zajištění zdravotní péče, podmínky a způsoby použití restriktivních opatření, popis používaných metod socioterapie a psychoterapie a dalších specifických metod pro práci s uživateli zařízení, organizaci propustek atd.

#### Personální požadavky
- sociální pracovník
- pracovník v sociálních službách
- zdravotničtí pracovníci
- vrchní sestra nebo vedoucí ošetřovatelské péče, všeobecná sestra, fyzioterapeut, ergoterapeut[2]